# Абдуллаева, Тамара Тахминдаровна
Тамара Тахминдаровна Абдуллаева (род. март 1914) — звеньевая колхоза «Красный Восток» Меркенского района Джамбулской области, Герой Социалистического Труда.
Родилась в марте 1914 года. С 12-летнего возраста работала на винограднике.
В 1944 году переехала в колхоз «Красный Восток» Меркенского района, была назначена звеньевой свекловичного звена. В первый же сезон получила урожайность 494 центнера сахарной свёклы с гектара. Потом довела урожайность до 650—680 ц/га.
В 1948 году награждена орденом Трудового Красного Знамени, в 1956 году — медалью «За освоение целинных земель». В 1965 году удостоена звания Героя Социалистического Труда.
Также награждена медалью «Ветеран труда» (1977).
С 1977 г. — на пенсии.